# Claretta Muci
Claretta Muci (Milano, 12 luglio 1958) è una giornalista italiana.
È stata la prima donna a ricoprire la carica di direttore responsabile del popolare periodico a fumetti della Walt Disney Italia Topolino, carica che ha rivestito dal 2000, quando subentrò a Gianni Bono, fino al 2007, quando passa il testimone a Valentina De Poli.
Ha creato gli "Animalut", disegnati da Andrea Domestici.